# Melícia
Melícia (Meliceae) és una tribu de la família de les poàcies. Inclou dos grans gèneres, Melica amb aproximadament 80-90 espècies i Glyceria amb aproximadament 55 espècies, i altres gèneres més petits: Pleuropogon, amb 5 espècies, Triniochloa amb 4 espècies, Schizachne amb 2 espècies i Anthochloa, Lycochloa i Streblochaete, cada una amb una sola espècie.
La tribu Meliceae és més abundant en regions temperades d'Euràsia però és també ben representat en regions temperades d'Amèrica del Sud i del nord però hi ha diferències grans entre els generes. Els gèneres Glyceria i Pleuropogon creixen en àrees humides, sovint dins de l'aigua; Meliceae  i Schizachne tendeixen a créixer en sec, però també es poden trobar en llocs de desguàs. Unes quantes espècies de Meliceae i Glyceria són usades com ornamentals. Alguna espècie de Glyceria, especialment G. declinata, és invasiva.